# Mutus Liber
Das Mutus Liber, auch Stummes Buch genannt, ist ein Werk der hermetischen Philosophie, das 1677 in La Rochelle herausgegeben wurde. Es nimmt einen wichtigen Platz unter den Hauptwerken der Alchemie seiner Epoche ein, etwa gleich auf mit der Atalanta Fugiens von Michael Maier. Als solches wird es regelmäßig neuaufgelegt.
Das Mutus Liber besteht hauptsächlich aus Tafelbildern, die widersprüchliche Deutungen zulassen. Deren Entschlüsselung war lange Zeit Autoren wie Eugène Canseliet und Serge Hutin vorbehalten, die sich als eingeweihte Alchemisten ausgewiesen hatten. Forschungsarbeiten neueren Datums haben sich zum Ziel gesetzt, das Werk in seinem geschichtlichen Zusammenhang zu untersuchen.

## Ausgaben
Die erste Ausgabe des Mutus Liber stammt aus dem Jahr 1677 und erschien bei Pierre Savouret in La Rochelle. Die Ausgabe dürfte kaum über ein paar Dutzend Bücher hinausgegangen sein. Zwölf Originalexemplare werden in verschiedenen westlichen Bibliotheken aufbewahrt. Es ist möglich, dass es noch mehr Exemplare gibt.
Bereits 1702 wurde unter der Anleitung von Jean-Antoine Chouet und Jean-Jacques Manget in Genf eine zweite Ausgabe mit neuen Kupferstichen veröffentlicht.
Eugène Canseliet behauptet, einige Seiten einer Ausgabe aus Paris gesehen zu haben, die aus dem Jahre 1725 datieren soll. Doch diese Ausgabe ist nicht wirklich überprüfbar.
Um 1760 wurde eine völlig erneuerte dritte Ausgabe des Mutus Liber in Paris gedruckt, dabei wurden zwei Seiten den beiden Urdrucken hinzugefügt. Diese dritte Ausgabe ist äußerst selten.
Zeitweilig in Vergessenheit geraten erfuhr das Mutus Liber in der zweiten Hälfte des 19. Jahrhunderts eine neue Blüte. Seit Anfang des 20. Jahrhunderts haben sich die Veröffentlichungen vermehrt, manchmal sind sie versehen von Vorworten, die den Inhalt mehr oder minder deutlich erhellen.
Die bedeutendsten Ausgaben des Mutus Liber sind folgende:
- 1867, bei Thibaud, Verleger in Clermont-Ferrand;
- 1914, Verlag Nourry, Vorwort verfasst von Pierre Dujols alias Magophon;
- 1943, Paul Derain, Verleger;
- 1966, Verlag Pauvert, Vorwort von Eugène Canseliet;
- 1967, Verlag L’Unité, Vorwort von Serge Putin;
- 1991, Verlag Edition Weber, Amsterdam, Deutsche Übersetzung von Martin P. Steiner, eingeleitet von Jean Laplace. Alle Tafeln im Originalformat 19 × 28 cm und in Facsimile, auf Kunstdruckpapier. Mit den drei Vorworten und den Kommentaren von E. Canseliet der Ausg. 1966, in Deutsch;
- 2015, Verlag à l’envers, neue Kupferstiche von Raymond Meyer.

## Geschichte der Zuschreibungen
Das Mutus Liber nennt den genauen Namen seines Autors und Erfinders. Der erstgenannte ist Altus, «savant en haute chimie d’Hermès» [sachkundig in der hohen Kunst der hermetischen Chemie]. Der zweite ist Jacob Saulat, sieur des Marez. Obwohl diese Behauptungen rasch als fiktiv betrachtet wurden, ist die Frage nach dem Autor des Mutus Liber lange Zeit unbeantwortet geblieben.
Pater Arcère, Historiker aus La Rochelle, behauptet, dass Jabob Tollé der Autor sei. Letzterer ist eine verkannte Persönlichkeit, dessen Existenz sogar angezweifelt wurde. Doch Tollé war Arzt in La Rochelle, der dafür bekannt war, dass er sich der Chemie hingab und andererseits auch die Kunst der Perspektive beherrschte. Diese beiden Eigenschaften erklären, dass die Zuschreibung des Mutus Liber dauerhaft angenommen werden darf.
Jean Flouret stellt in Frage, dass dieses Buch das Werk von Tollé sei. Im Mutus-Liber-Exemplar, das in Dublin aufbewahrt wird, entdeckt dieser Historiker, dass der Autor der Apotheker Isaac Baulot ist. Diese Zuschreibung wird heute nicht mehr in Frage gestellt.
Indem sich Patrick Sembel auf Hinweise des Mutus Liber und zeitgenössische Unterlagen stützt, schlägt er die Mitwirkung von drei Personen im Umfeld von Isaac Baulot vor: Abraham Thévenin hat wahrscheinlich an der Stecharbeit teilgenommen, wie es die Anwesenheit seiner Münzprägung auf der ersten gedruckten Seite des Mutus Liber beweist. Elie Bouhéreau und Elie Richard müssen ebenfalls an der Erarbeitung des Buchs beigetragen haben. Als Ärzte und belesene Zeitgenossen, die auch Chemie betreiben, haben sie ein weitgeflochtenes Beziehungsnetz, das die Veröffentlichung des Buchs unterstützen kann. Elie Richard studierte in Groningen mit Des Maretz, einem Philosophen, dessen Name verwendet wird, um den Erfinder des Mutus Liber zu bezeichnen.
Elie Bouhéreau kennt Valentin Conrard, Sekretär der Académie française, sowie zahlreiche bedeutende Autoren und Philosophen dieser Epoche. Er ist derjenige, der Isaac Baulot als Autor des Mutus Liber bezeichnet.

## Deutungen
Die Form des Mutus Liber erklärt, warum er Gegenstand so zahlreicher Deutungen ist. Man kann vier verschiedene Leseperspektiven unterscheiden.
Die Deutung, die meistens verbreitet wird, ist die von selbsternannten «eingeweihten Alchemisten», die von Pierre Dujols unter dem Decknamen Magophon eingeleitet wurde. Sie wird dann von Eugène Canseliet und Serge Hutin weitergeführt. Beide Autoren sind der Meinung, das Mutus Liber beschreibt das Verfahren zur Vollbringung des Großen Werks, dessen allerhöchstes Ziel ist, den Stein der Weisen herzustellen.
Der Psychoanalytiker Carl Gustav Jung hat ein Exemplar des Mutus Liber von 1677 besessen und erforscht. Er hat es unter anderem benutzt, um sein Buch mit dem Titel Psychologie und Alchemie zu illustrieren.
In diesem Werk erklärt Jung, dass Alchemie eine spekulative Denkart ist, die auf der Suche eines geistigen Gleichgewichts ist, dessen metaphorischer Ausdruck der Stein der Weisen ist. Dieses Verfahren geht einher mit der Schaffung einer Summe archetypischer Bilder auch Archetypen genannt, welche sich nach und nach in das kollektive Unbewusste verwandeln.
In jüngster Zeit hat sich Lee Stavenhagen für die Erzählstruktur interessiert, wie sie benutzt wurde, um das Mutus Liber zu illustrieren.
In ihren derzeitigen Forschungsarbeiten versucht Patrick Sembel den Inhalt des Mutus Liber zu erfassen, indem er diesen in den religiösen, intellektuellen und wissenschaftlichen Zusammenhang setzt, der ihm eigen ist.

## Belege
- Verschiedene Ausgaben des Mutus Liber, die in der BNF aufbewahrt werden
- Artikel aus der Zeitung La Tribune de Genève, der die Kupfersticharbeit am Mutus Liber darstellt, wie der Verlag A l’Envers sie geleistet hat (französisch)
- Le «Mutus Liber», précis d’alchimie du XVIIe siècle, revient à la vie. In: La Tribune de Genève. 16. Dezember 2014, abgerufen am 28. Januar 2016 (französisch).
- Jungs Exemplar, einzusehen auf e-rara